# Filamento (botanica)

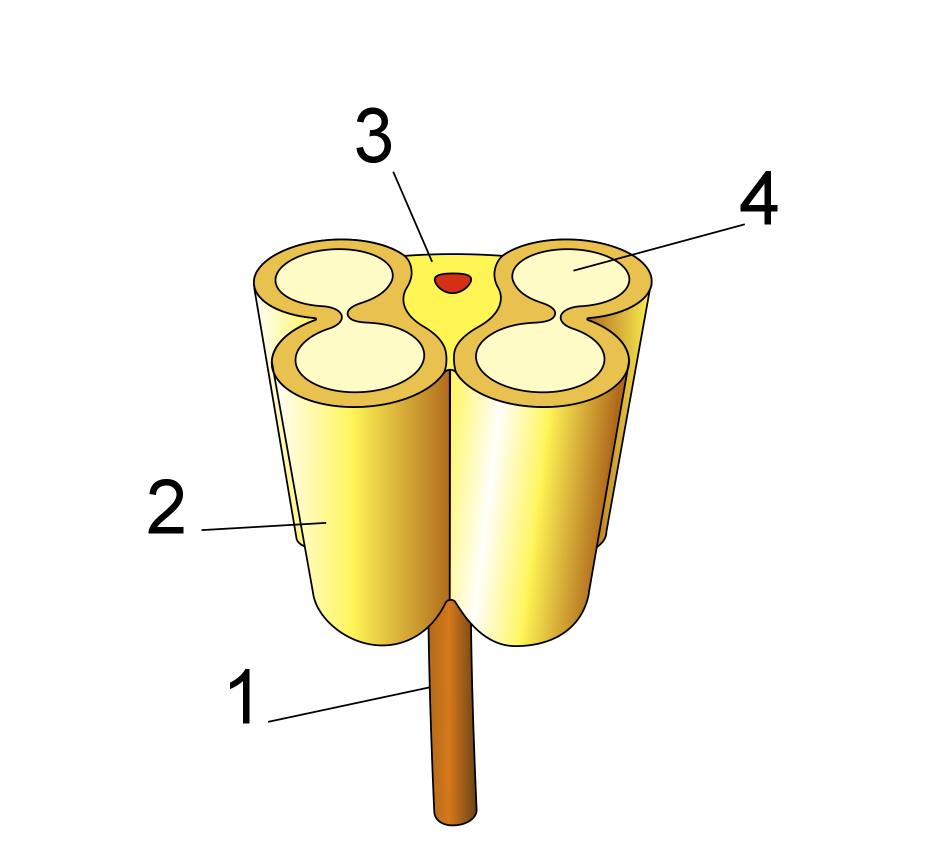
Schema di un'antera sezionata trasversalmente. 1: Filamento; 2: Teca; 3: Connettivo (i vasi conduttori in rosso); 4: Sacco pollinico (anche chiamato sporangio).

In botanica, si definisce filamento la parte basale sterile di uno stame, generalmente di forma filamentosa, situato sotto l'antera, sostenendola. Varia molto di forma e dimensione, in base alla famiglia: può essere laminare, come in certe famiglie primitive (p. es. Degeneriaceae), essere diviso (p. es., in alcune specie del genere Allium) o presentare appendici di forma variabile. Il filamento presenta un aspetto fibrovascolare in tutta la lunghezza, circondato da parenchima e coperto da epidermide. Se il filamento è impercettible o manca, si dice che l'antera è sessile.

## Fonti
- (ES) Gola, G., Negri, G. e Cappeletti, C.  1965. Trattato di Botanica. 2ª. edizione. Editorial Labor S.A., Barcellona, 1110 p.
- (ES) Font Quer, P. 1953. Dizionario di Botanica. Barcellona, Labor.
- (ES) Strassburger, E. 1994. Trattato di Botanica. 8ª. edizione. Omega, Barcellona, 1088 p.